# Starnin
Starnin (deutsch Sternin) ist ein Dorf in der Woiwodschaft Westpommern in Polen. Es liegt im Gebiet der Gmina Rymań (Landgemeinde Roman) und gehört mit dieser zum Powiat Kołobrzeski (Kolberger Kreis).

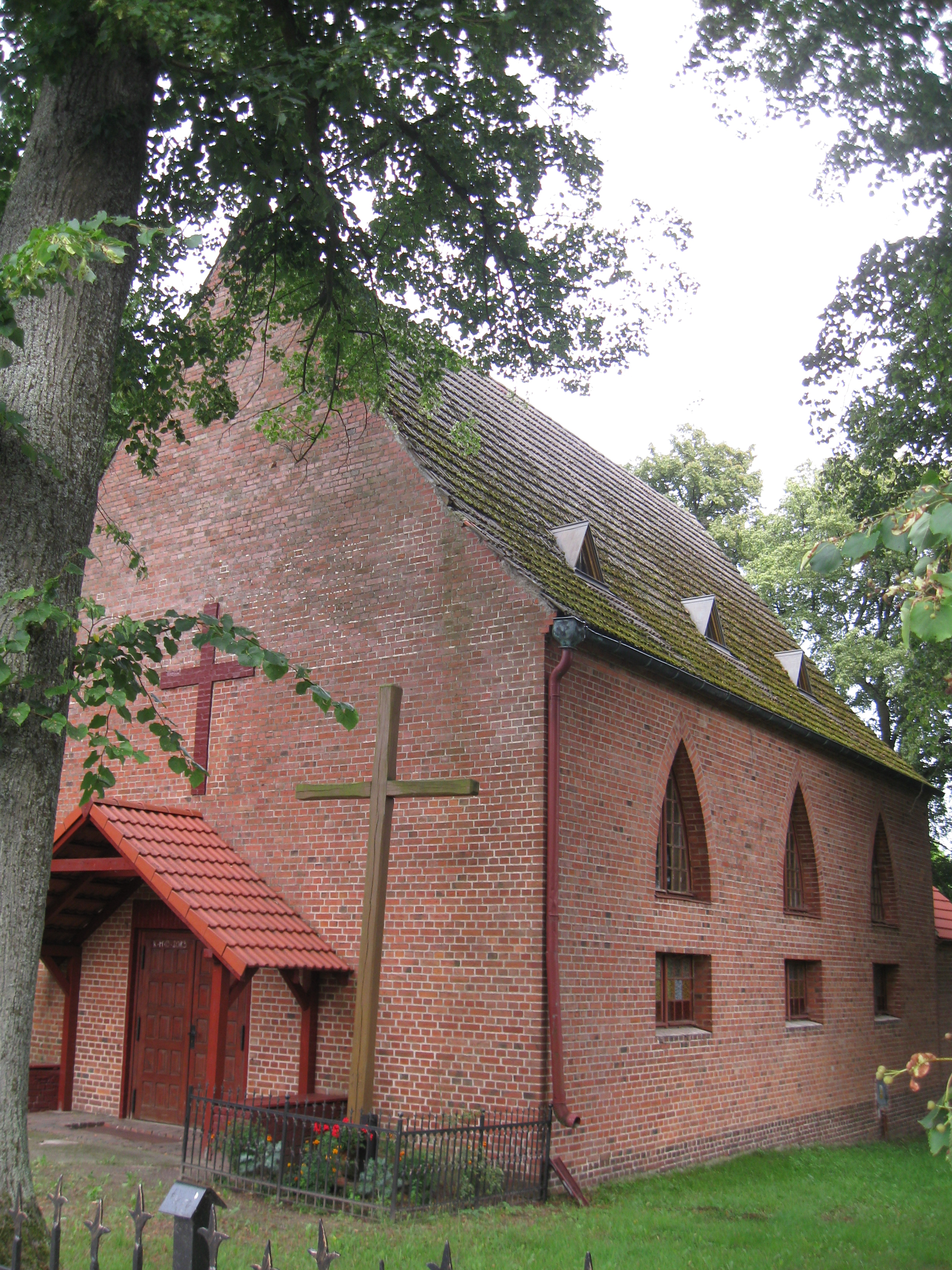
Dorfkirche aus dem Jahre 1932 (Aufnahme von 2013)

## Geographische Lage
Das Dorf liegt in Hinterpommern, etwa 85 Kilometer nordöstlich von Stettin und etwa 25 Kilometer südwestlich von Kołobrzeg (Kolberg). Die Umgebung besteht aus Wäldern, Feldern und Wiesen. Der nächste Nachbarort ist das etwa 1 Kilometer nördlich gelegene Kinowo (Kinow).
Südlich des Dorfes liegen nacheinander der verlandete Kleine See und der Große See. Der Große See entwässert nach Süden in die etwa 2 Kilometer südlich des Dorfes von Ost nach West fließende Mołstowa (Molstow). Diese nimmt südwestlich des Dorfes, nahe bei dem Wohnplatz Bębnikąt (Kölpiner Mühle), den von Nordost nach Südwest fließenden Ückerbach auf.

## Geschichte
Die Gegend, in der später das Dorf Sternin entstand, gehörte in der Mitte des 13. Jahrhunderts zur Heidelandschaft Riman („desertum, quod vocatur Riman“), welche Herzog Wartislaw III. von Pommern im Jahre 1240 dem neugegründeten Kloster Marienbusch schenkte.
Das Dorf selbst wurde 1269 erstmals urkundlich mit dem Ortsnamen Starnin genannt, und zwar in einer Besitzbestätigung von Herzog Barnim I. für das Kloster Belbuck. In der Zwischenzeit muss also das Dorf gegründet und der Besitz vom Kloster Marienbusch an das Kloster Belbuck übergegangen sein. Als im Jahre 1310 im Nachbardorf Kienow eine Pfarrkirche eingerichtet wurde, ordnete Heinrich von Wacholz, Bischof von Cammin, das Dorf Sternin ihrem neuen Kirchspiel zu. Die Kirche in Kienow wurde vermutlich in der Reformationszeit aufgegeben.
In der Neuzeit erschien Sternin als ein Lehn-Rittergut der Familie Manteuffel. Die Familie Manteuffel war seit dem Mittelalter in dieser Gegend, der Terra Culpin, begütert. Ihre Burg Kölpin lag in der Nachbarschaft, am südlichen Ufer der Molstow; sie wurde im Jahre 1432 in einer Fehde mit dem Abt von Belbuck zerstört.

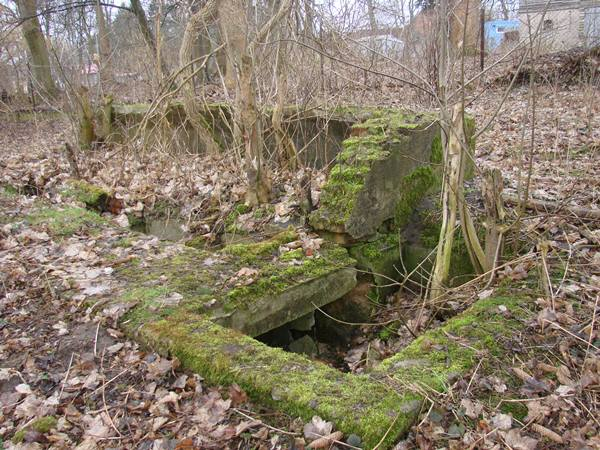
Reste der ehemaligen Schlossanlage (1945 abgebrannt)

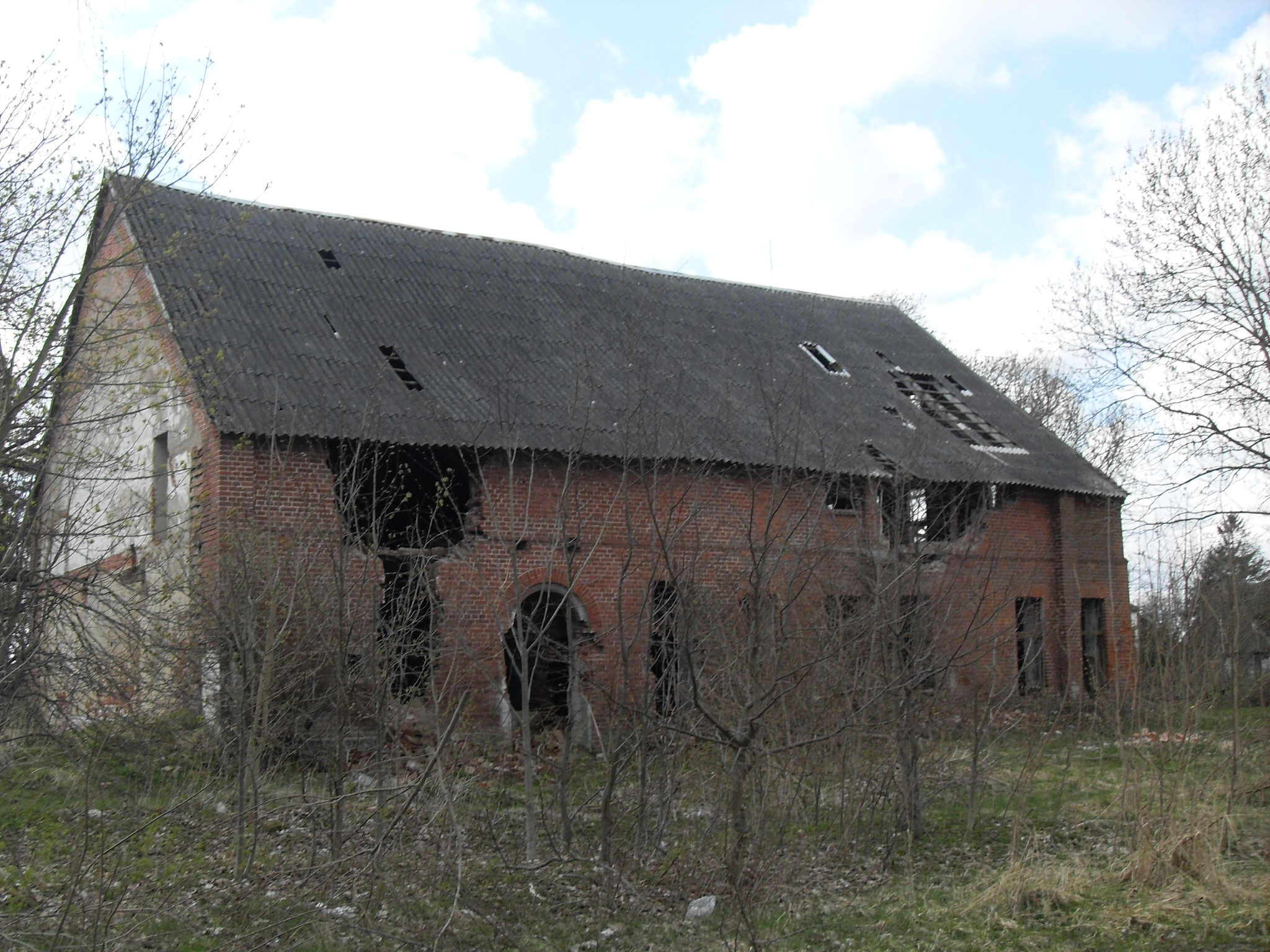
Ehemaliges Lagergebäude der Gutsanlage

Auf der Lubinschen Karte des Herzogtums Pommern (1618) ist Sternin verzeichnet.
Im 17. Jahrhundert, noch vor dem Dreißigjährigen Krieg, wurde am südlichen Rand der Feldmark von Sternin das kleine Rittergut Jäglin angelegt.
In Ludwig Wilhelm Brüggemanns Ausführlicher Beschreibung des gegenwärtigen Zustandes des Königlich-Preußischen Herzogtums Vor- und Hinterpommern (1784) ist Sternin unter den adeligen Gütern des Greiffenbergischen Kreises aufgeführt. Zu Sternin gehörten damals zwei Vorwerke, zwei Schäfereien, neun Bauern, zwei Halbbauern, ein Kossät, eine Schmiede, ein Schulmeister und zwei Holzwärterkaten, insgesamt 27 Haushalte („Feuerstellen“). Ferner gehörte zu Sternin der halbe Anteil an der Kölpiner Mühle. In Sternin gab es eine Kirche, die Filialkirche der Kirche in Reselkow war. Das benachbarte Kienow gehörte ab der frühen Neuzeit als Vorwerk und Schäferei zu Sternin.
Bei der Separation wurden im 19. Jahrhundert (nach 1846) die Vorwerke Groß Seebeck, Klein Seebeck und Eichhof sowie Knakenkaten und zwei weitere Holzwärterkaten von Sternin abgetrennt und der neugebildeten Gemeinde Popiel-Seebeck zugeteilt.
Sternin wurde im Jahre 1818 aus dem Kreis Greifenberg in den Kreis Fürstenthum umgegliedert. Bei der Auflösung des Kreises Fürstenthum im Jahre 1871 kam Sternin zum Kreis Colberg-Cörlin.
Um 1880 teilten die beiden Besitzer des Rittergutes Sternin das Gut auf. Rudolf v. Manteuffel erhielt Sternin, Louis v. Manteuffel erhielt Kienow, das damit ein selbständiger Gutsbetrieb wurde. Doch bereits im Jahre 1890 wurde das Rittergut Sternin verkauft. Der Käufer ließ das Gut anschließend 1891/1892 teilweise aufteilen. Bei dieser Aufteilung entstanden 27 neue Bauernstellen. Es verblieb ein sogenanntes Restgut mit einer Fläche von 425 Hektar.
Im 19. Jahrhundert hatten der Gutsbezirk Sternin und die bäuerliche Landgemeinde Sternin nebeneinander bestanden. Bei der Aufteilung 1891/1892 wurden die neugeschaffenen Bauernstellen der Landgemeinde zugeordnet und der Gutsbezirk entsprechend verkleinert. Ferner wurde nach der Teilung von Sternin und Kienow ein eigener Gutsbezirk Kienow gebildet.
In einem zweiten Schritt wurde das Restgut 1895/1901 vollständig in Bauernstellen aufgeteilt. Diese Bauernstellen wurden aber nicht in die Landgemeinde Sternin eingegliedert. Vielmehr wurde anstelle des verbliebenen Gutsbezirks eine gesonderte Landgemeinde Neu Sternin gebildet. Erst im Jahre 1923 wurde die Landgemeinde Neu Sternin in die Gemeinde Sternin eingegliedert.
Nachdem auch das benachbarte Kienow aufgesiedelt worden war, wurde auch der dortige Gutsbezirk aufgelöst und nach 1923 in die Landgemeinde Sternin eingegliedert.
Nach dem Zweiten Weltkrieg kam Sternin, wie ganz Hinterpommern, an Polen. Die Bevölkerung wurde vertrieben. Der polnische Ortsname wurde als Starnin festgelegt, was zugleich dem ältesten urkundlich überlieferten Ortsnamen entspricht.

## Entwicklung der Einwohnerzahlen
- 1816: 287 Einwohner[5]
- 1855: 360 Einwohner[5]
- 1864: 419 Einwohner[5]
- 1885: 417 Einwohner (davon 145 in der Landgemeinde Sternin und 272 im Gutsbezirk Sternin)[5]
- 1905: 524 Einwohner (davon 144 in der Landgemeinde Sternin und 380 in der Landgemeinde Neu Sternin; nach Abtrennung des Gutsbezirks Kienow)[5]
- 1925: 718 Einwohner (nach Zusammenschluss der Landgemeinden Sternin und Neu Sternin und Eingemeindung des Gutsbezirks Kienow)[5]
- 1939: 829 Einwohner[5]
- 2013: 232 Einwohner[6]

## Kirche

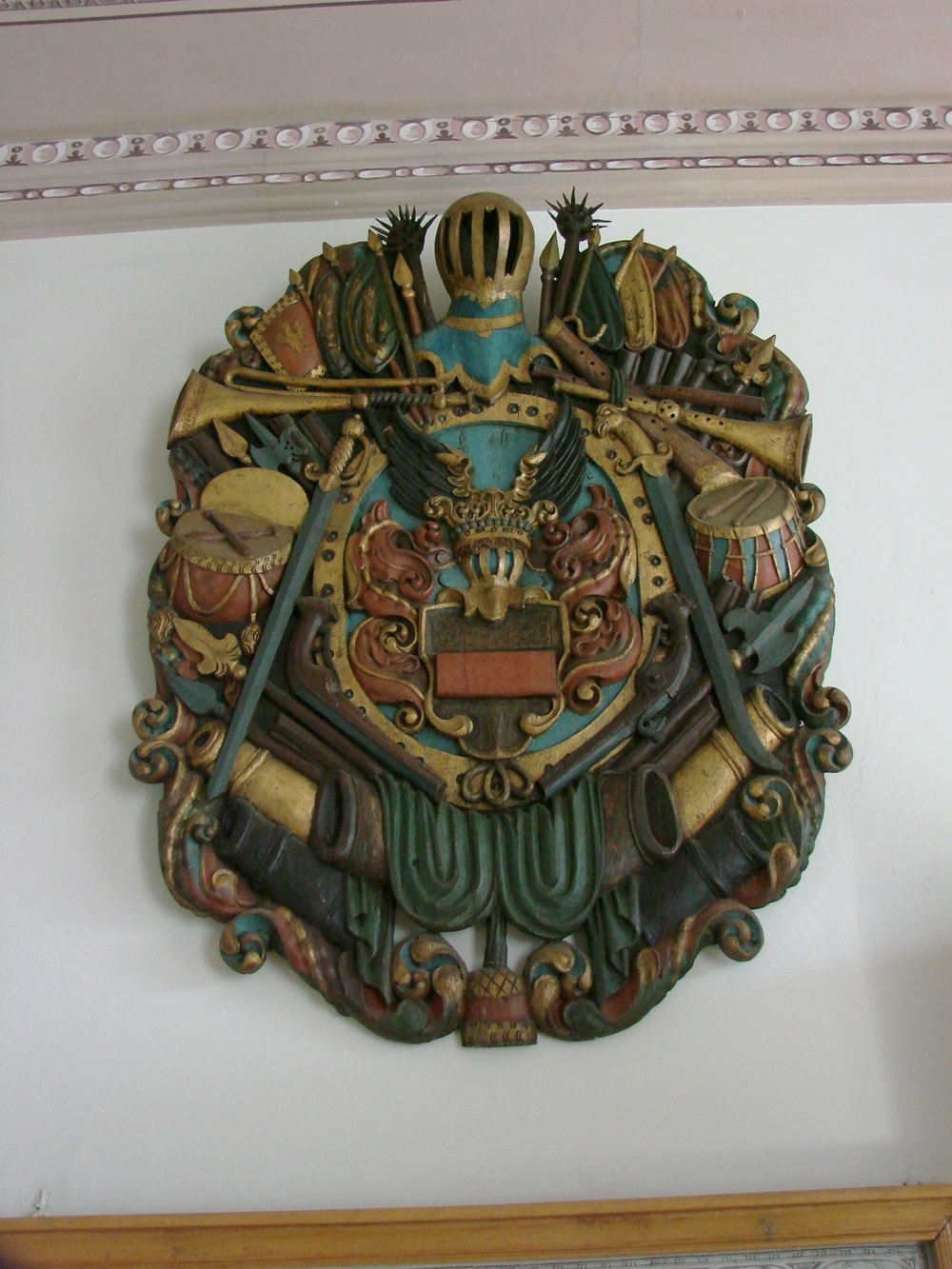
Epitaph der Familie Manteuffel aus dem ehemaligen Kirchengebäude in Sternin

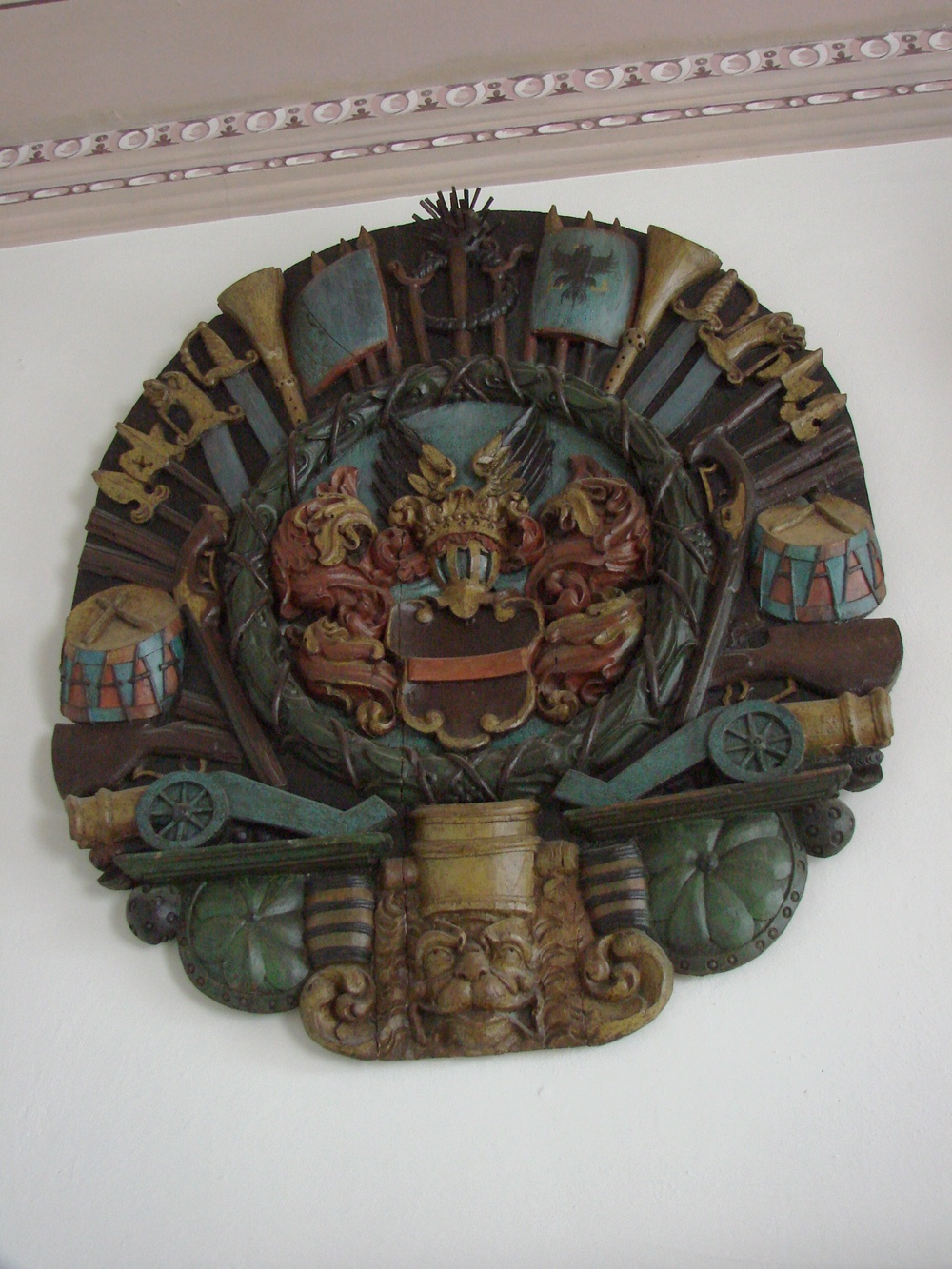
Epitaph der Familie Manteuffel aus dem ehemaligen Kirchengebäude in Sternin

Der Vorgängerbau des heutigen Kirchengebäudes war ein Fachwerkbau aus dem 18. Jahrhundert. Die Kirche schmückten u. a. einige hölzerne Epitaphien der Familie Manteuffel, die heute im städtischen Museum Kołobrzeg ausgestellt sind.
Um 1930 wurde der Vorgängerbau abgerissen und an seiner Stelle eine moderne Kirche errichtet, die 1932 als evangelisches Gotteshaus geweiht wurde. Die Kirche wurde ohne Kirchturm errichtet, dieser war für später vorgesehen.
Heute wird das Kirchengebäude von der polnischen katholischen Kirche genutzt.

## Verwaltungsstruktur
Heute bildet Starnin ein Schulzenamt in der Gmina Rymań (Landgemeinde Roman). Zu dem Schulzenamt gehört auch der Wohnplatz Bębnikąt (Kölpiner Mühle).